# ゴルゴネイオン

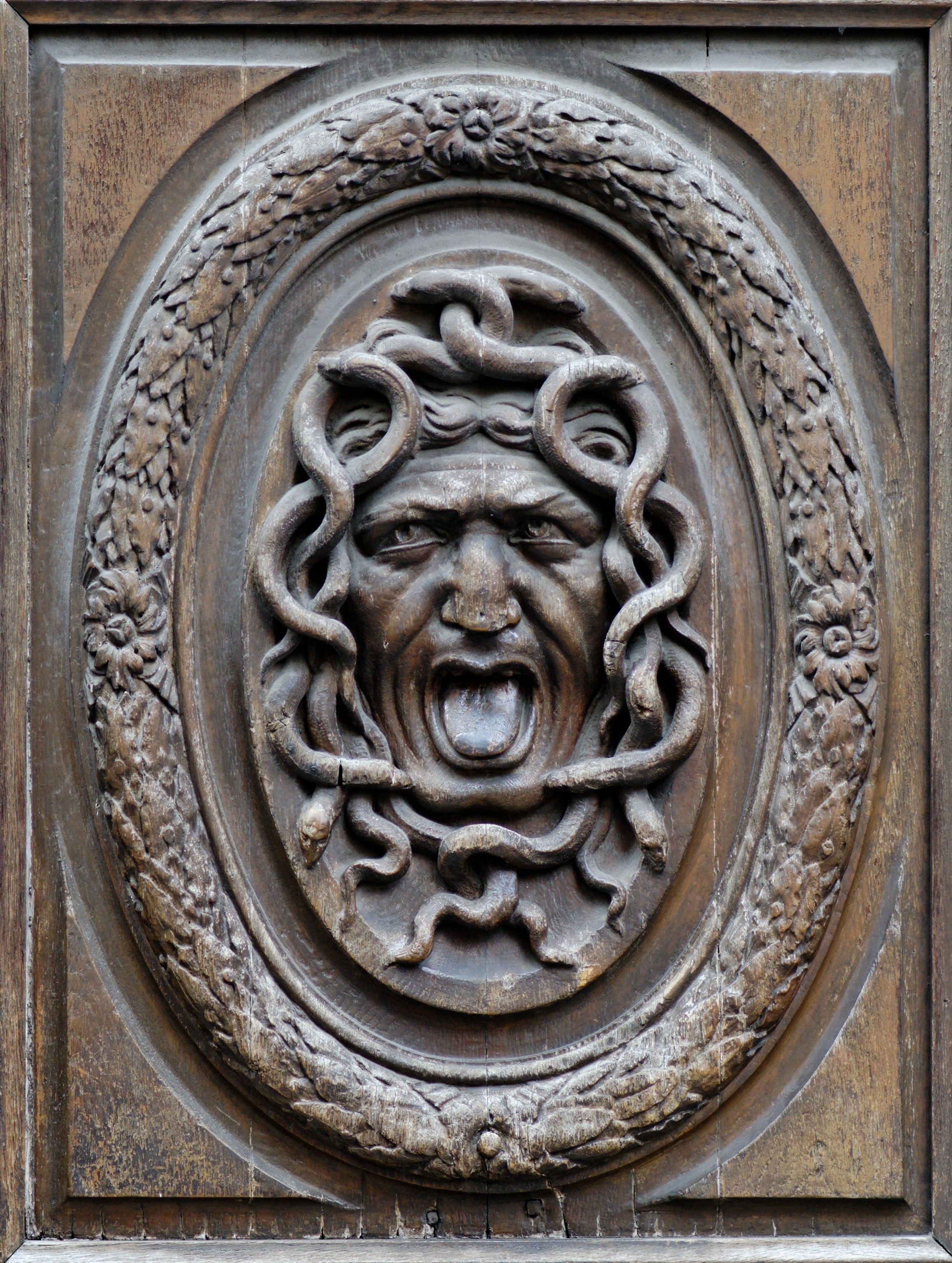
木の扉に彫刻されたゴルゴネイオン。招かれざる客を避けるためのもの。彫刻家トーマス・レグナウディンが1660年ごろに作ったもの。

ゴルゴネイオン（Gorgoneion, 複数形Gorgoneia, ギリシア語: Γοργόνειον）とは古代ギリシアのペンダントを起源とする、ゴルゴーン（メドゥーサ3姉妹）の首をかたどった絵や彫刻。ギリシア神話のゼウスやアテーナーもペンダントとして身に付けていたとの伝説がある。1世紀のアレキサンダー・モザイクや紀元前3世紀のゴンザーガ・カメオにも描かれている。

## 概要
紀元前8世紀のホメーロスはゴルゴーンに関する4つのエピソードを書き残しているが、いずれも頭部の描写しかしておらず、まるで体が無いかのようである 。20世紀始めのイギリス古代学者ジェーン・エレン・ハリソンは「メドゥーサは元は首だけのものであり、体を持った存在としての描写は後に改変されたものである」と述べている。『ギルガメシュ叙事詩』に登場するフンババの首との関連性も指摘されている。
紀元前5世紀まで、醜い首として描写されており、突き出た舌、イノシシのような牙、腫れた頬、ギョロっとした目、周りを取り巻く蛇などが特徴だった。ゴルゴネイオンのような顔の正面からの描写は、古代ギリシアでは珍しい。いくつかはあご髭を生やした顔であり（恐らく流れる血をイメージしたもの）、ディオニューソス同様に感情荒ぶる神として表現されている。
紀元前5世紀中頃になると、ゴルゴネイオンは戦士として描かれるようになり、グロテスクさよりも恐ろしさが強調されるようになった。牙が描かれることは少なくなり、代わりに蛇と共に描かれることが多くなった。メデューサ・ロンダニーニとして知られるヘレニズムの彫刻は、醜さは無く、美しい女性として描かれている。
ゴルゴネイオンがシルクロードを通じて東洋まで伝来したものが鬼瓦の原型といわれている。

## 描かれた例

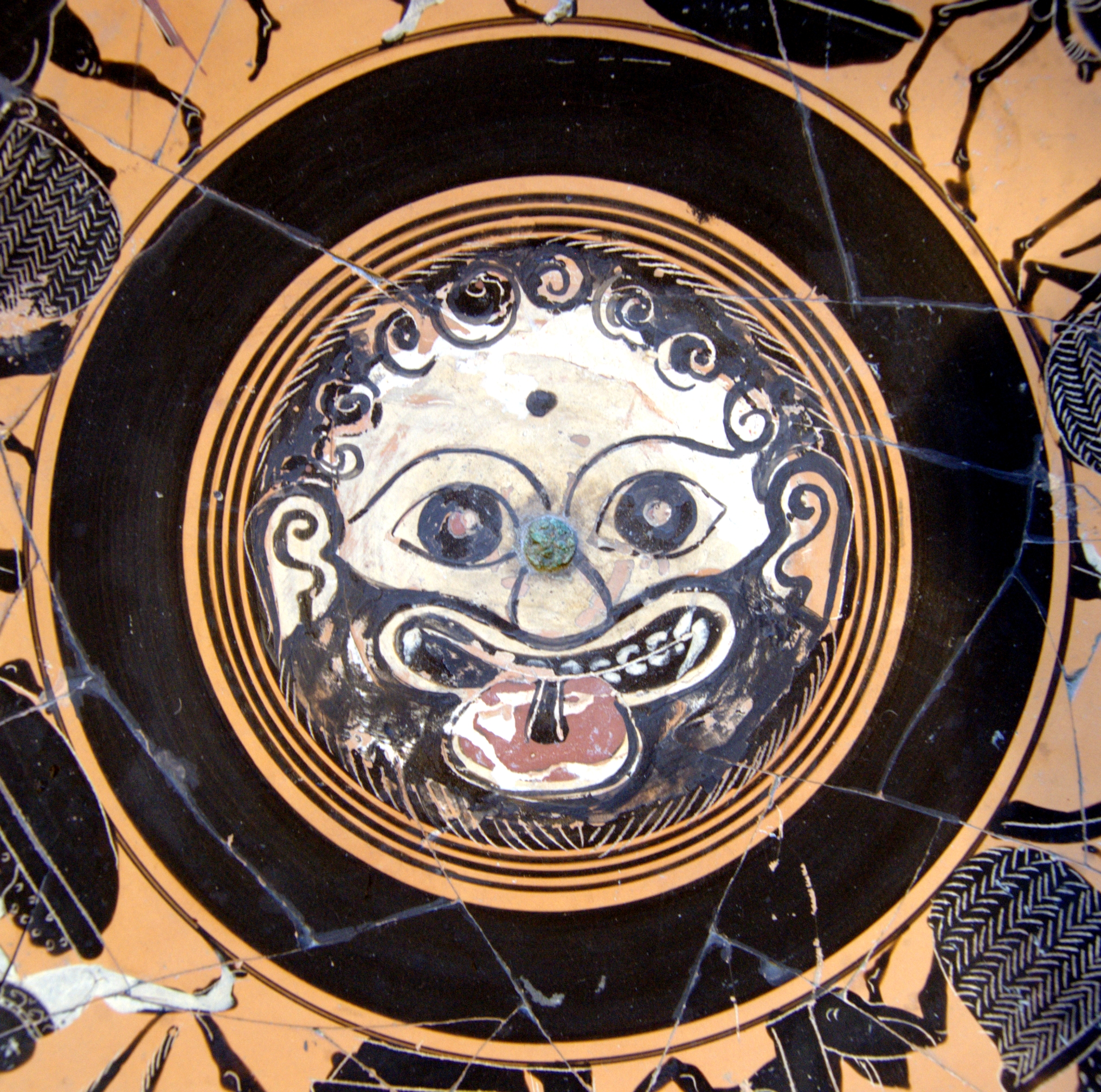
男性のゴルゴネイオン。紀元前6世紀末、古代ギリシアの黒絵式陶器として描かれたもの。フランス国立図書館蔵。

ゴルゴネイオンが最初に描かれたのはギリシャ美術においてであり、紀元前8世紀になってすぐのことである。最初期の例は、ギリシアのパリウムで発掘されたエレクトロン貨の一種スタテルに描かれたもの
である。同じく紀元前8世紀の例がティリンスでも見つかっている。さらに時代を遡った紀元前15世紀、クノッソスの宮殿からも似たような描写が見つかっている。20世紀末の考古学者マリヤ・ギンブタスは、その原型が少なくとも紀元前6000年のセスクロ文化にまで遡れると語っている。
6世紀になると、ゴルゴネイオンはコリントスなどのギリシア寺院で見られるライオンのような表情のものが多くなった。シチリアでは屋根の一部ペディメントにゴルゴネイオンが描かれることが多かった。その最も初期の例は、シラクサのアポロ神殿で見られる。紀元前500年ごろには大掛かりな建築物にあしらわれることは少なくなったが、アンテフィクサのような小さな建物の屋根にはまだ使われた。
寺院以外では、ゴルゴーンの肖像は衣装、皿、武器、硬貨などの装飾として、地中海周辺、つまりエトルリアから黒海の辺りで使われた。ゴルゴーンをあしらったコインは37の都市で作られ、オリュンポス十二神にやや劣るもののかなりの例が残されている。モザイク模様の床に魔除のように描かれたゴルゴネイオンもあり、多くは入口からすぐの箇所に描かれた。アッティカでは災難が発生するのを防ぐために窯の扉に描かれた。
ゴルゴーンのイラストはキリスト教の信仰が深い地区で人気があり、特に東ローマ帝国やキエフ大公国で好まれた。イタリアルネサンスの芸術家が再び取り上げ、西にも広まった。近年では、ジャンニ・ヴェルサーチが服飾会社のロゴとして採用している。

## 起源
マリヤ・ギンブタスによると、ゴルゴネイオンはダイナミックな生命エネルギーを持つとされる地母神信仰文化に由来し、ヨーロッパオリジナルの肖像であると論じた。それに対してジェーン・エレン・ハリソンは、これは原始的な宗教心から生まれたものであり、恐怖の像を所有することで、何か恐ろしいものを取り除いてくれるような英雄が登場するであろうことを期待して作られたものと主張している。

## 作品例

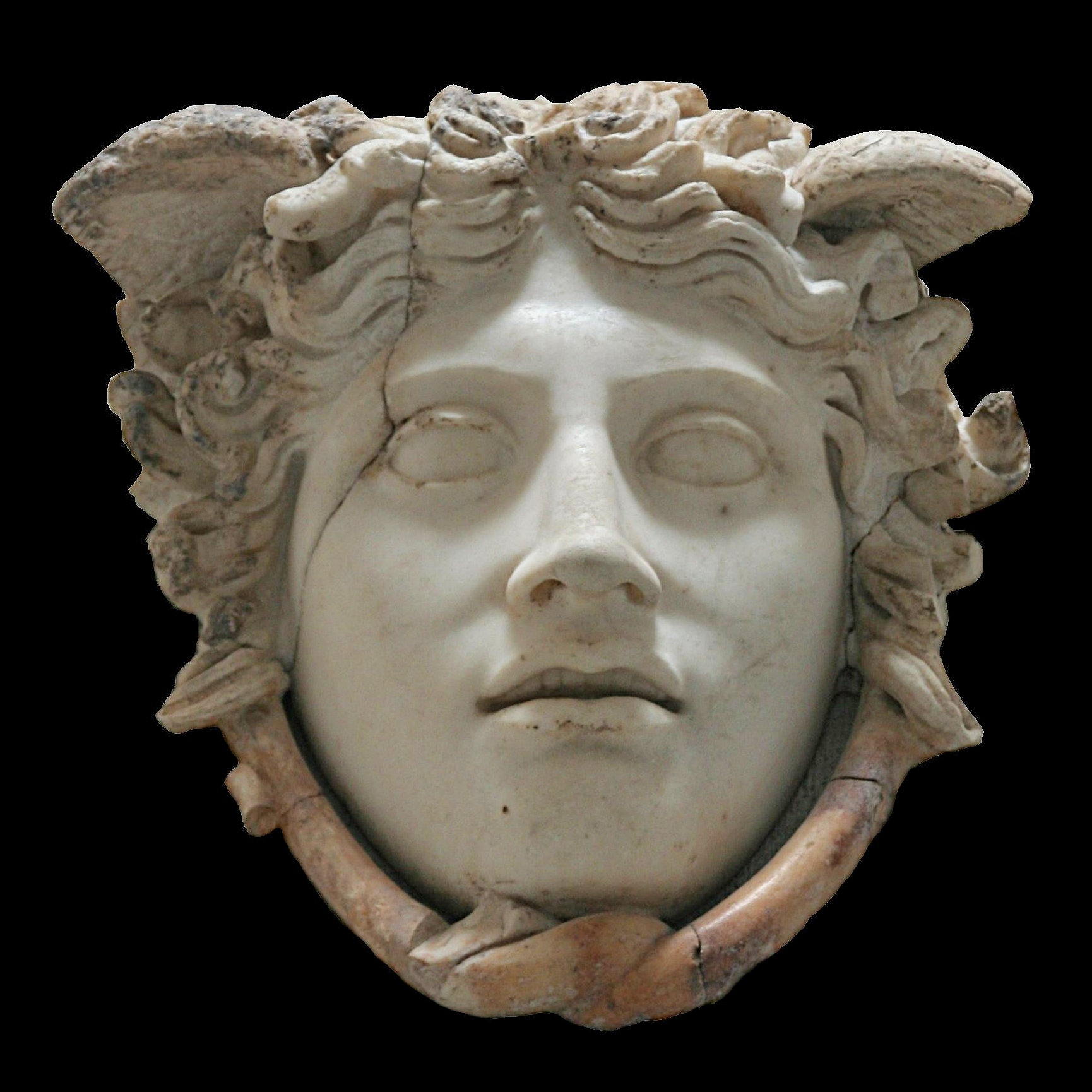
大理石に彫られたメデューサ・ロンダニーニ（英語版）
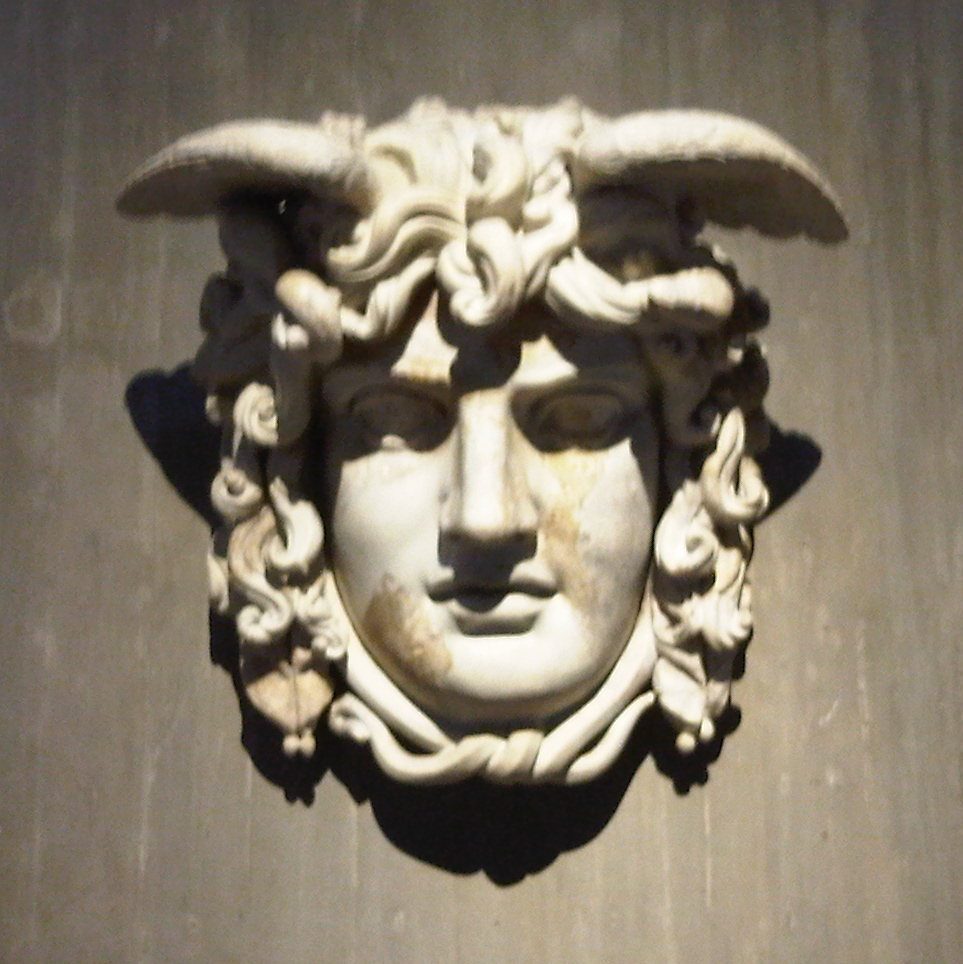
ケルンのローマ・ゲルマン博物館（英語版）所有のゴルゴン・メデューサ。西暦130年頃のもの。
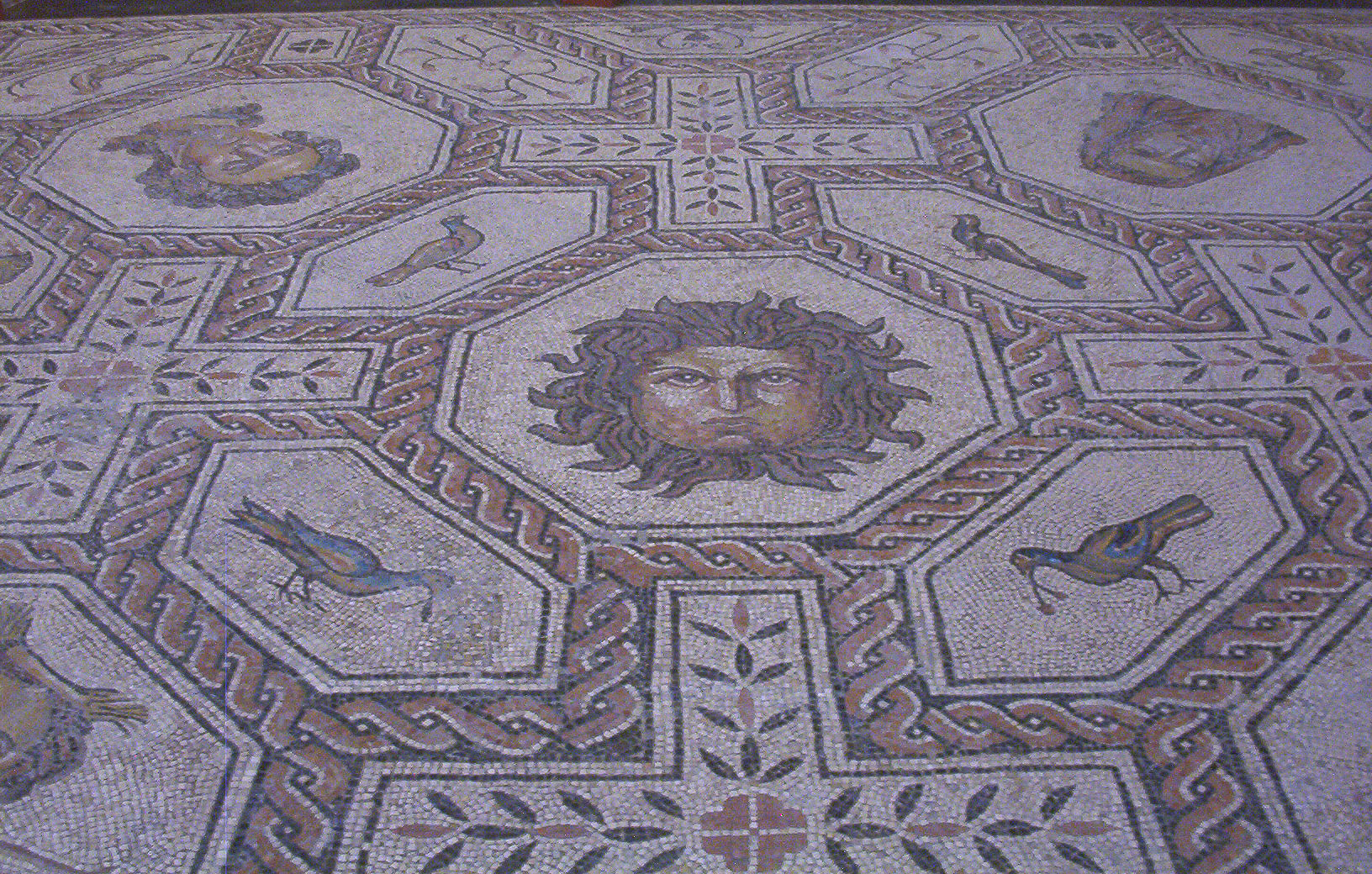
ローマ時代のパレンシアの床にかかれたもの。
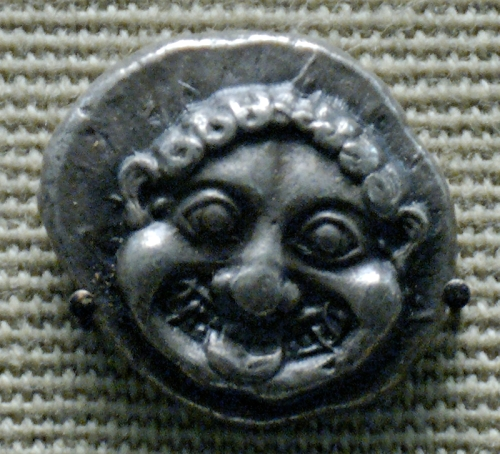
ゴルゴンの首。紀元前520年頃のアテネで作られた銀のドラクマ